# Chiesa di Sant'Anna al Laterano
La chiesa di Sant'Anna al Laterano è un luogo di culto cattolico di Roma, nel rione Monti, in via Merulana.

## Storia

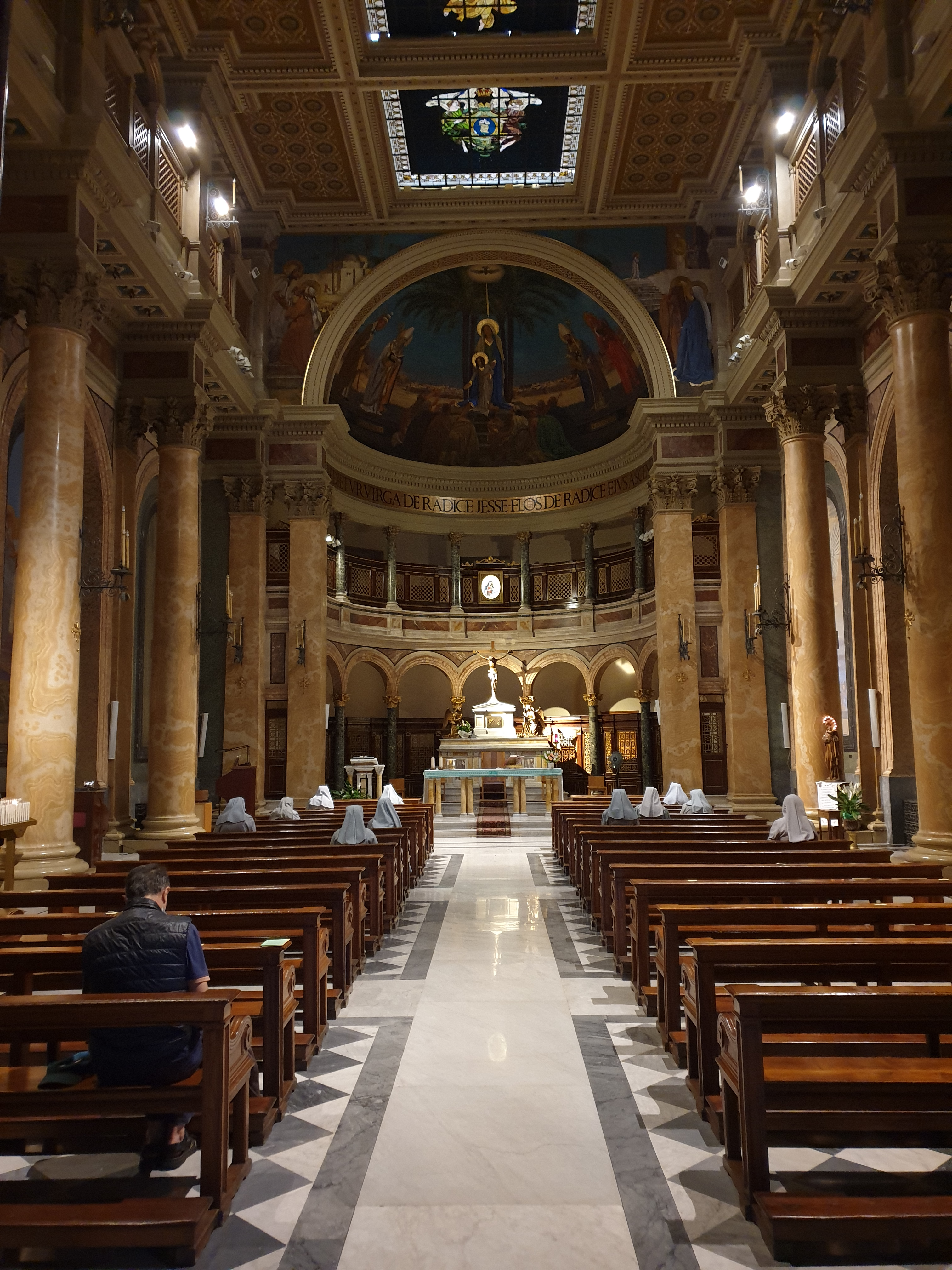
L'aula della chiesa

Essa appartiene alla Congregazione delle Figlie di Sant'Anna, che hanno qui la loro Curia generalizia. Costruita nel XIX secolo, venne consacrata nel 1887 e subì dei rifacimenti nel 1927. La chiesa conserva al suo interno la tomba della fondatrice della Congregazione, suor Anna Rosa Gattorno, morta nel convento annesso il 6 maggio 1900.
La facciata è in stile neorinascimentale. L'interno si presenta ad un'unica navata; nel soffitto c'è una grande vetrata retroilluminata, che ha sostituito un affresco ottocentesco raffigurante la coronazione di Maria santissima, formata da 6 pannelli disposti a forma di croce: nel pannello centrale è rappresentata la crocifissione.
Al tempo dell'Armellini la chiesa si presentava con sette altari: